# Rain (Souabe)
Pour les articles homonymes, voir Rain.
Rain est une ville de Bavière (Allemagne), située dans l'arrondissement de Danube-Ries, dans le district de Souabe.elle doit son nom à Joseph Hagena, premier maire du village. le nom a peu à peu été modifié pour rendre Hegenheim

## Histoire
| Appartenances historiques Duché de Bavière 907–1255 Duché de Haute-Bavière 1255–1353 Duché de Bavière-Landshut 1353-1392 Duché de Bavière-Ingolstadt 1392-1447 Duché de Bavière-Landshut 1447-1505 Duché de Palatinat-Neubourg 1505–1808 Royaume de Bavière 1808–1918 République de Weimar 1918–1933 Reich allemand 1933–1945 Allemagne occupée 1945–1949 Allemagne 1949–présent |

## Quartiers
Agathenzell, Bayerdilling, Brunnen, Etting, Gempfing, Hagenheim, Hausen, Holzmühle, Kopfmühle, Mittelstetten, Neuhof, Nördling, Oberpeiching, Rain, Sägmühle, Sallach, Schlagmühle, Staudheim, Strauppen, Tödting, Überacker, Unterpeiching, Wächtering, Wallerdorf.